# Resedaceae
Las resedáceas (Resedaceae) son una familia de plantas herbáceas o raramente subarbustivas. Hojas dispuestas helicoidalmente; enteras, tripartitas o pinnatífidas; estipulas glandulosas. Flores pequeñas, hermafroditas, cigomorfas; cáliz con 2-8 sépalos, a veces desiguales; corola con 2-8 pétalos (no tienen por qué tener el mismo número de piezas que el cáliz), a menudo laciniados, los posteriores mayores; androceo con 3 a muchos estambres; gineceo súpero, sincarpico, soldados siempre en la base y no siempre hasta arriba, con un número de carpelos variable entre 2 y 7. Inflorescencias abiertas, en racimo o en espiga. Fruto capsular (en Reseda) o polifolicular (en Sesamoides). 
Es una pequeña familia (c. 85 especies) cuyo conocimiento
taxonómico básico está relativamente bien establecido principalmente como fruto de dos
trabajos monográficos exhaustivos basados exclusivamente en datos morfológicos. Asimismo, el encuadramiento taxonómico general de la familia a nivel de orden es razonablemente consistente gracias a estudios recientes basados en caracteres morfológicos, bioquímicos y moleculares, si bien su relación con los grupos más próximos aún no está totalmente esclarecida.
Está compuesta por seis géneros (Caylusea A. St. Hil,
Ochradenus Del., Oligomeris Cambess., Randonia Coss., Reseda L. y Sesamoides All.; Fig.
1) y c. 85 especies, de las cuales más del 70% pertenecen al género Reseda. La familia se
distribuye principalmente por las regiones temperadas del Viejo Mundo, y presenta
su centro de diversidad en la cuenca mediterránea. Sus integrantes suelen encontrarse en
hábitats áridos y soleados, como estepas, desiertos y taludes, y muestran generalmente
preferencia por sustratos calcáreos. No obstante, cinco especies (Reseda alba L., R. lutea L.,
R. luteola L., R. odorata L. y R. phyteuma L.) son ruderales o arvenses en áreas alteradas por
la acción antrópica, y cuatro [R. attenuata (Ball) Ball, R. complicata Bory, R. glauca L. y R.
gredensis (Cutanda & Willk.) Müll. Arg.] se encuentran confinadas en zonas montañosas. En
cinco de los seis géneros de la familia, alguna de sus especies (en Caylusea y Reseda) o todas
ellas (en Ochradenus, Oligomeris y Randonia) habitan ambientes desérticos o subdesérticos.
Cuatro géneros están constituidos en su mayoría por hierbas anuales o perennes (Caylusea,
Oligomeris, Reseda y Sesamoides), mientras que los otros dos están formados por arbustos
(Ochradenus, Randonia). El hábito arbustivo también aparece en un pequeño grupo de unas
nueve especies del género Reseda, principalmente del cuerno de África.
Recientemente, se ha propuesto la primera hipótesis filogenética de la familia Resedaceae basada en regiones de ADN, con el principal objetivo de evaluar las clasificaciones taxonómicas tradicionales de la familia y discutir sus principales mecanismos evolutivos.

## Géneros
- Caylusea
- Ochradenus
- Oligomeris
- Randonia
- Reseda
- Sesamoides